# 프레드라그 미야토비치
프레드라그 페자 미야토비치(Предраг Мијатовић, 1969년 1월 19일, 유고슬라비아 몬테네그로 티토그라드 ~ )는 과거 몬테네그로의 축구 선수로, 현재 레알 마드리드의 스포츠 지도자로 일하고 있다. 그는 1990년대, 그의 나라에서 최고의 선수로 인정받았으며, 선수 시절 그의 포지션은 공격수였다. 별명은 빠른 발을 가지고 있으면서 강력한 슈팅을 날린다하여 "발칸의 속사포"였다.
그는 선수 시절, 부두츠노스트 티토그라드, FK 파르티잔, 발렌시아 CF, 레알 마드리드, 피오렌티나, 레반테 등 총 6개의 클럽을 거쳤으며, 국가대표팀에선 73번의 국제 경기에 출전해 28골을 득점하였으며, 1998년 FIFA 월드컵과 유로 2000에 참가하기도 했다. (유고슬라비아 사회주의 연방 공화국과 분열 후의 유고슬라비아 연방 공화국 대표 출전 기록 포함.) 그리고 2006년부터 2009년까지는 레알 마드리드의 단장을 맡기도 했다.